# Missoula
Missoula (en anglais [mɨˈzuːlə]) est une ville des États-Unis, siège du comté de Missoula, dans l'État du Montana. 

## Géographie
Située dans l’ouest de l’État, dans la vallée de la rivière Bitterroot, Missoula se trouve à 978 m d’altitude et est entourée de montagnes dont certaines atteignent presque 3 000 m d’altitude (McDonald Peak (en)).

## Transports
Missoula possède un aéroport international (Missoula International Airport, code AITA : MSO).
C'est une étape le long de l'I‑90 reliant Boston à Seattle.

## Démographie
Elle comptait 73 489 habitants en 2020 et la population de son agglomération est estimée à 117 922 habitants, ce qui en fait la deuxième ville de l'État.[réf. nécessaire]
| Groupe            | Missoula | Montana | États-Unis |
| ----------------- | -------- | ------- | ---------- |
| Blancs            | 92,1     | 89,4    | 72,4       |
| Métis             | 2,8      | 2,5     | 2,9        |
| Amérindiens       | 2,8      | 6,3     | 0,9        |
| Asiatiques        | 1,2      | 0,6     | 4,8        |
| Autres            | 0,5      | 0,6     | 6,2        |
| Afro-Américains   | 0,5      | 0,4     | 12,6       |
| Océaniens         | 0,1      | 0,1     | 0,2        |
| Total             | 100      | 100     | 100        |
|                   |          |         |            |
| Latino-Américains | 2,9      | 2,9     | 16,7       |

Selon l'American Community Survey pour la période 2010-2014, 94,87 % de la population âgée de plus de 5 ans déclare parler l'anglais à la maison, 1,99 % déclare parler l'espagnol, 0,52 % l'allemand et 2,58 % une autre langue.

## Culture

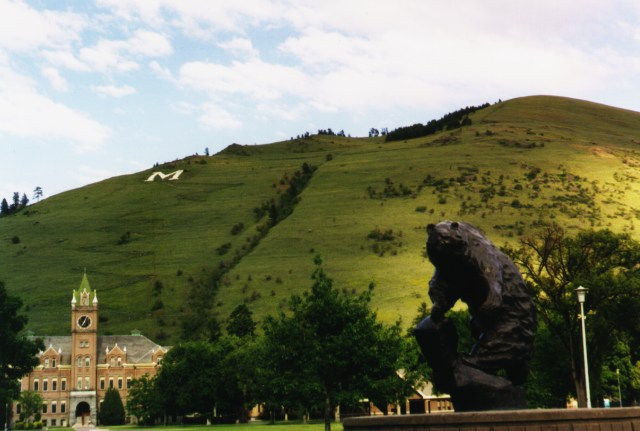
Le campus de l’université du Montana

- Le Musée des arts et de la culture du Montana (Montana Museum of Art and Culture ou MMAC) est un musée universitaire et un musée d'État, fondé en 1894. Situé sur le campus de l'université du Montana à Missoula, le MMAC possède l'une des collections les plus anciennes et les plus importantes de l'État dans le domaine culturel, qui lui a permis d'acquérir une réputation internationale.
- Le Musée d'Art de Missoula (Missoula Art Museum), fondé en 1975, est situé au cœur du centre-ville historique. Il est accrédité par l'American Alliance of Museums depuis 1987. Il a pour mission de collectionner, conserver, étudier et exposer l'art dans la culture de l'Ouest américain, en mettant l'accent sur l'art contemporain des artistes amérindiens et celui des artistes modernes du Montana, dans le but de préserver le patrimoine culturel émergent de la région.

## Médias
La ville est le siège du quotidien Missoulian (en) et du journal gratuit hebdomadaire Missoula Independent.

## Sports
L'équipe de baseball des PaddleHeads de Missoula, fondés en 1999, disputent la Pioneer League qu'ils ont remportés à cinq reprises (1999, 2006, 2012, 2015, 2021).
Les Grizzlies du Montana sont le club omnisports universitaire de l'université du Montana. Les équipes des Grizzlies participent aux compétitions universitaires organisées par la NCAA au sein de la Big Sky Conference. La section football américain a remporté la Division I (FCS) en 1995 et 2001.

## Personnalités liées à la ville
David Lynch (réalisateur) est né à Missoula).
De nombreux écrivains du XXe siècle inspirés par le Montana — en tant qu'ultime incarnation de l'Ouest américain — ont résidé et écrit à Missoula. On  parle parfois des « écrivains du Montana » ; voir une liste de ces écrivains dans l'article correspondant.

## Jumelages
- Neckargemünd (Allemagne)
- Palmerston North (Nouvelle-Zélande)